# Virpi Juutilainen
Virpi Kaarina Juutilainen (geborene Peltonen; * 11. Juni 1961) ist eine finnische Ski-Orientierungsläuferin.
Nach ihrem WM-Debüt 1984 in Lavarone und einem 20. Platz im Einzelwettkampf gewann sie 1986 im bulgarischen Batak mit Bronze ihre erste von insgesamt zwölf WM-Medaillen. Dabei blieb sie hinter der Norwegerin Ragnhild Bratberg und Arja Hannus aus Schweden zurück. 1988 in Kuopio gewann sie die Goldmedaille auf der Langdistanz vor Ragnhild Bratberg und Silber auf der kurzen Strecke hinter Bratberg. In der Staffel mit Sirpa Kukkonen und Anne Benjaminsen gewann sie eine weitere Goldmedaille. Juutilainen gewann 1989 die erste Austragung des Ski-Orientierungslauf-Weltcups. 1990 in Skellefteå gewann sie erneut hinter Bratberg WM-Silber im Kurzdistanzrennen. In der Staffel mit Riitta Karjalainen und Mirja Linnainmaa verteidigten die Finninen mit Juutilainen das Staffelgold. Bei den Weltmeisterschaften 1992 in Frankreich wurde sie zum dritten Mal in Folge Zweite auf der kurzen Strecke, diesmal hinter Arja Hannus. Auch mit der finnischen Staffel gewann sie Silber. 1994 im Nonstal gewann Virpi Juutilainen auf der kurzen Strecke ihren insgesamt vierten WM-Titel. Hinter der Bulgarin Pepa Miluschewa gewann sie außerdem Silber auf der langen Strecke und mit der finnischen Staffel Bronze. Bei ihren letzten Weltmeisterschaften 1996 in Lillehammer gewann sie mit Terhi Holster und Arja Nuolija noch einmal Bronze mit der Staffel.
Bei finnischen Meisterschaften gewann Juutilainen bislang 16 Gold-, vier Silber- und drei Bronzemedaillen. 1984 wurde sie finnische Vizemeisterin im Nacht-OL zu Fuß. Sie ist mit dem Ski-Orientierungsläufer Anssi Juutilainen verheiratet.

## Platzierungen
Weltmeisterschaften: (4 × Gold, 5 × Silber, 3 × Bronze)
- 1984: 20. Platz Einzel
- 1986: 3. Platz Einzel, 4. Platz Staffel
- 1988: 2. Platz Kurz, 1. Platz Lang, 1. Platz Staffel
- 1990: 2. Platz Kurz, 5. Platz Lang, 1. Platz Staffel
- 1992: 2. Platz Kurz, 4. Platz Lang, 2. Platz Staffel
- 1994: 1. Platz Kurz, 2. Platz Lang, 3. Platz Staffel
- 1996: 11. Platz Kurz, 6. Platz Lang, 3. Platz Staffel

Gesamt-Weltcup:
- 1989: 1. Platz
- 1991: 3. Platz
- 1995: 7. Platz